# Kirche von der Verklärung des Herrn

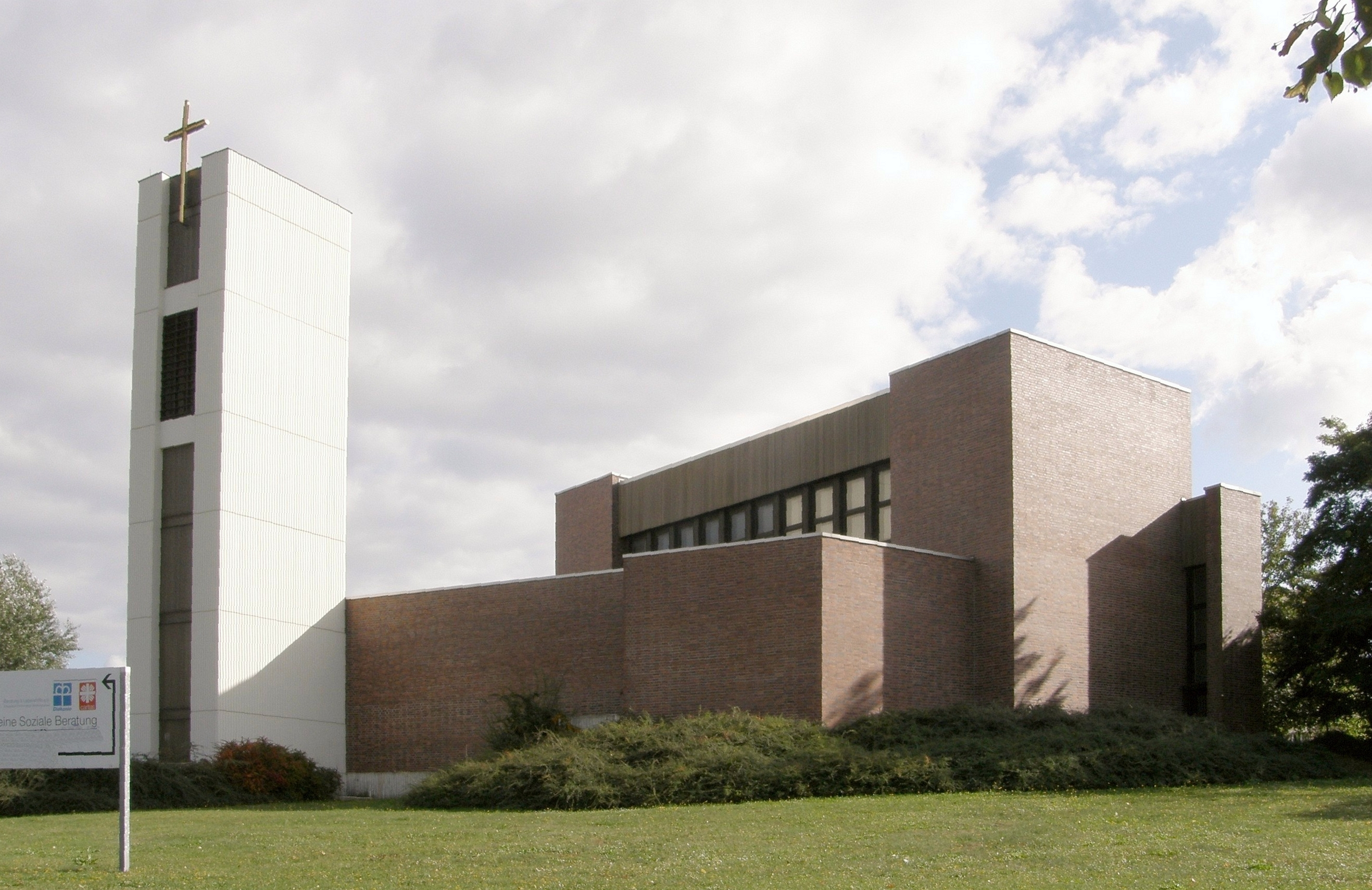
Kirche von der Verklärung des Herrn, Ansicht von Nordwesten, Oktober 2009

Die römisch-katholische Kirche Von der Verklärung des Herrn ist ein Kirchengebäude in Berlin aus dem Ende des 20. Jahrhunderts im Stil der Moderne. Sie entstand zwischen 1984 und 1987 auf Initiative des Berliner Bischofs Alfred Kardinal Bengsch und seines Nachfolgers Joachim Kardinal Meisner im Zusammenhang mit der Neubebauung des Bezirks Marzahn. Sie befindet sich am Neufahrwasserweg 8 und ist für die ca. 2200 Katholiken der Pfarrgemeinde Marzahn-Hellersdorf ein gemeinsames Gemeindezentrum. Die Gemeinde gehört zum Erzbistum Berlin.

## Geschichte

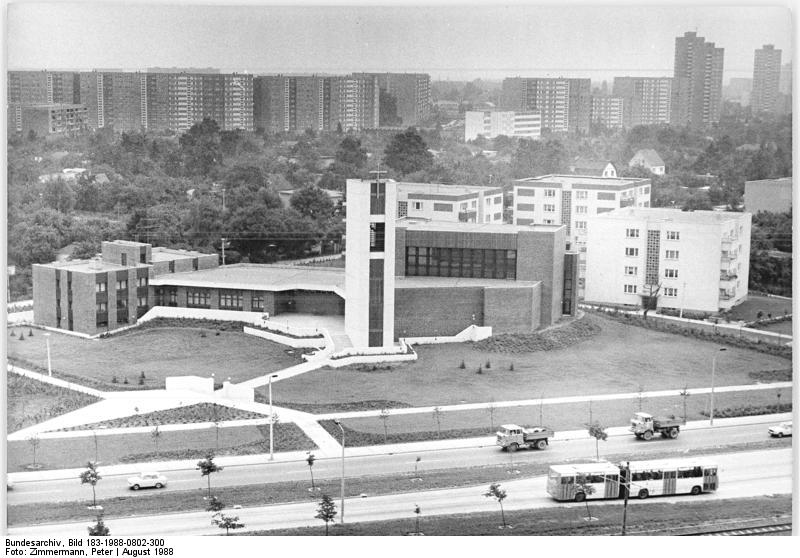
Pfarrkirche von der Verklärung des Herrn mit Gemeindehaus in Berlin-Marzahn, 1988

Der frühere katholische Bischof in Ost-Berlin, Alfred Kardinal Bengsch, hatte sich mit dem Bebauungsbeginn des neuen Wohnbezirks Berlin-Marzahn für die Errichtung eines neuen Gotteshauses eingesetzt. Die zuständige Stadtverwaltung unterstützte das Vorhaben durch die Übertragung eines geeigneten Grundstücks. Zur Finanzierung diente ein Sonderbauprogramm der Regierung der DDR, mit dem in den Ost-Berliner Bezirken insgesamt vier neue Kirchengebäude verwirklicht werden konnten. Die Beauftragung und Beaufsichtigung der ausführenden Baubetriebe lag in der Verantwortung des staatlichen Außenhandelsunternehmens Limex sowie von kirchlicher Seite bei der Zentralstelle des Deutschen Caritasverbandes in Ost-Berlin.
Pfarrer Kaschubowski konnte 1982 dem Architekten Hermann Korneli aus der Bauakademie der DDR den Auftrag für den Entwurf eines modernen Kirchengebäudes und dessen Innengestaltung erteilen. Bereits im Oktober 1984 erfolgte die feierliche Grundsteinlegung. Im Komplex wurde die Pfarrkirche, ein mehrstöckiges Pfarrhaus und ein eingeschossiger Verbindungsbau mit Pfarrsaal und weiteren Gemeinderäumen errichtet. Ein angebauter Glockenturm an der Nordwestecke des Gebäudekomplexes bildet den dominanten Abschluss.
Nach dreijähriger Bauzeit fand am 31. Oktober 1987 die Kirchweihe statt, bei der Joachim Kardinal Meisner den neuen Sakralbau unter das Patrozinium „Von der Verklärung des Herrn“ stellte. Der Name bezieht sich auf die in der Bibel dargestellte Verklärung Jesu Christi (Mt 17,1–8 ).
Seit 2017 bildete die Gemeinde Verklärung des Herrn einen Pastoralen Raum mit den Gemeinden Maria, Königin des Friedens (Berlin-Biesdorf), St. Martin (Berlin-Kaulsdorf), Zum Guten Hirten (Berlin-Friedrichsfelde) und St. Marien (Berlin-Karlshorst). Die Fusion dieser Gemeinden zu einer einzigen Pfarrei, der Pfarre St. Hildegard von Bingen, erfolgte 2022.

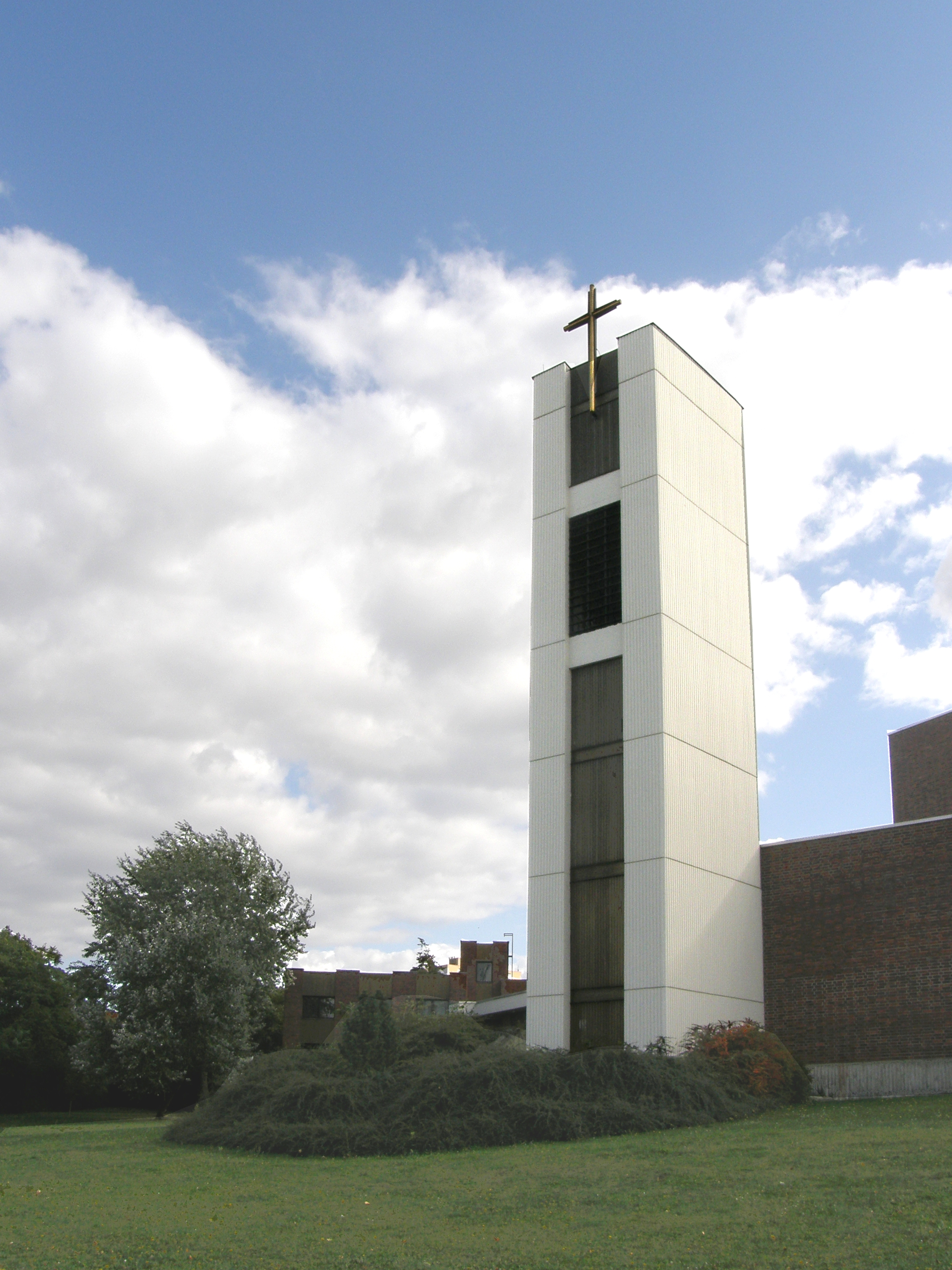
Glockenturm

## Architektur
Eine Stahlskelettkonstruktion ist das tragende Element aller Bauteile. Die Zwischenräume wurden mit Ziegelsteinen ausgemauert, die Fassade verklinkert. Der weithin sichtbare halboffene Kirchturm ist 29 Meter hoch und enthält ein Geläut aus drei Bronzeglocken. Ein vier Meter hohes vergoldetes Stahlkreuz bildet den Abschluss des Flachdaches. Die drei typischen Schiffe eines Kirchengebäudes sind höhenmäßig deutlich abgesetzt. Der Bau hat einen gegliederten fächerförmigen Grundriss, dessen Zentrum der Altarraum des Hauptschiffes ist. Der gesamte Gebäudekomplex belegt eine Fläche von rund 2350 Quadratmetern.

## Kircheninneres

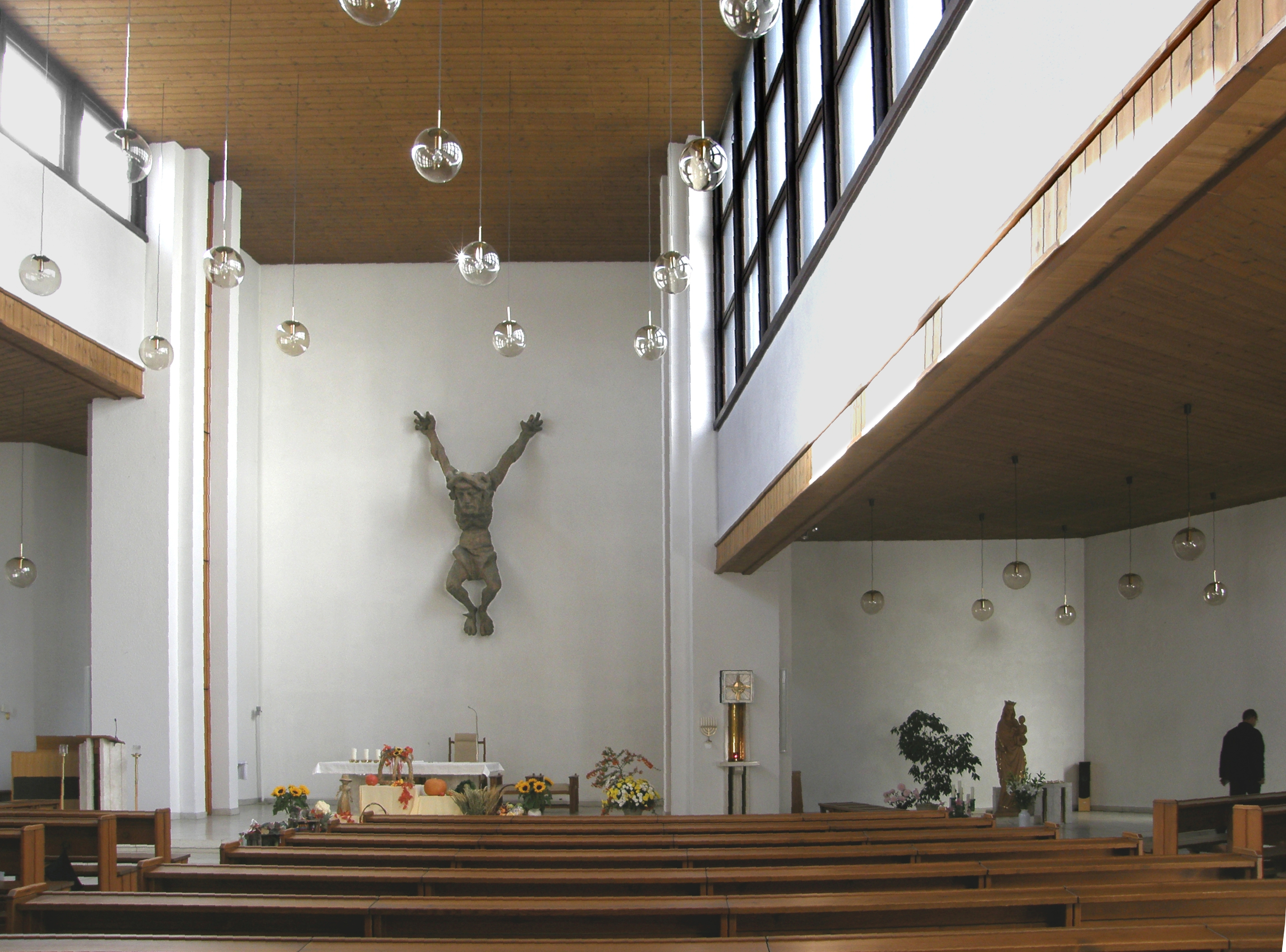
Innenbereich der Kirche

Der gesamte Innenraum ist weiß verputzt und bietet damit einen neutralen Hintergrund für die Ausgestaltung der Raumelemente. Durch eine bzw. drei Reihen weißer Fenster fällt das Licht in das Hauptschiff. Ein hölzerner Corpus Christi, der im Jahr 2000 in dieses Gotteshaus kam, dominiert den Altarraum.
Die Seitenschiffe schließen sich ohne Säulen an das Hauptschiff an. Das linke nördliche Seitenschiff dient als Taufkapelle, in der ein Taufbecken, eine Skulptur Johannes-Minne und ein Apostelleuchter den Blickfang bilden. Die Figuren wurden im Mittelalter geschnitzt und dieser Kirche von einer süddeutschen Gemeinde übereignet.
Ein in moderner Formensprache gestalteter Betonfries, der den Kreuzweg Christi darstellt, schmückt die Wand dieses Seitenschiffes. Der Fries stammt aus der Werkstatt des Bildhauers und Grafikers Werner Frischmuth.
Das rechte südliche Seitenschiff, ursprünglich als Kapelle für Messen an Werktagen geplant, ist als Marienkapelle gestaltet. Blickfang dieses Schiffes ist eine aus Lindenholz geschnitzte Marienstatue. Sie steht auf einem dreiteiligen Marmorpodest. Ein nicht genannter Künstler aus Eichsfeld hat die Figur extra für diese Kirche geschaffen. Als Vorbild diente ihm seine Freundin, obwohl zuerst eine romanische Madonna geplant war. 

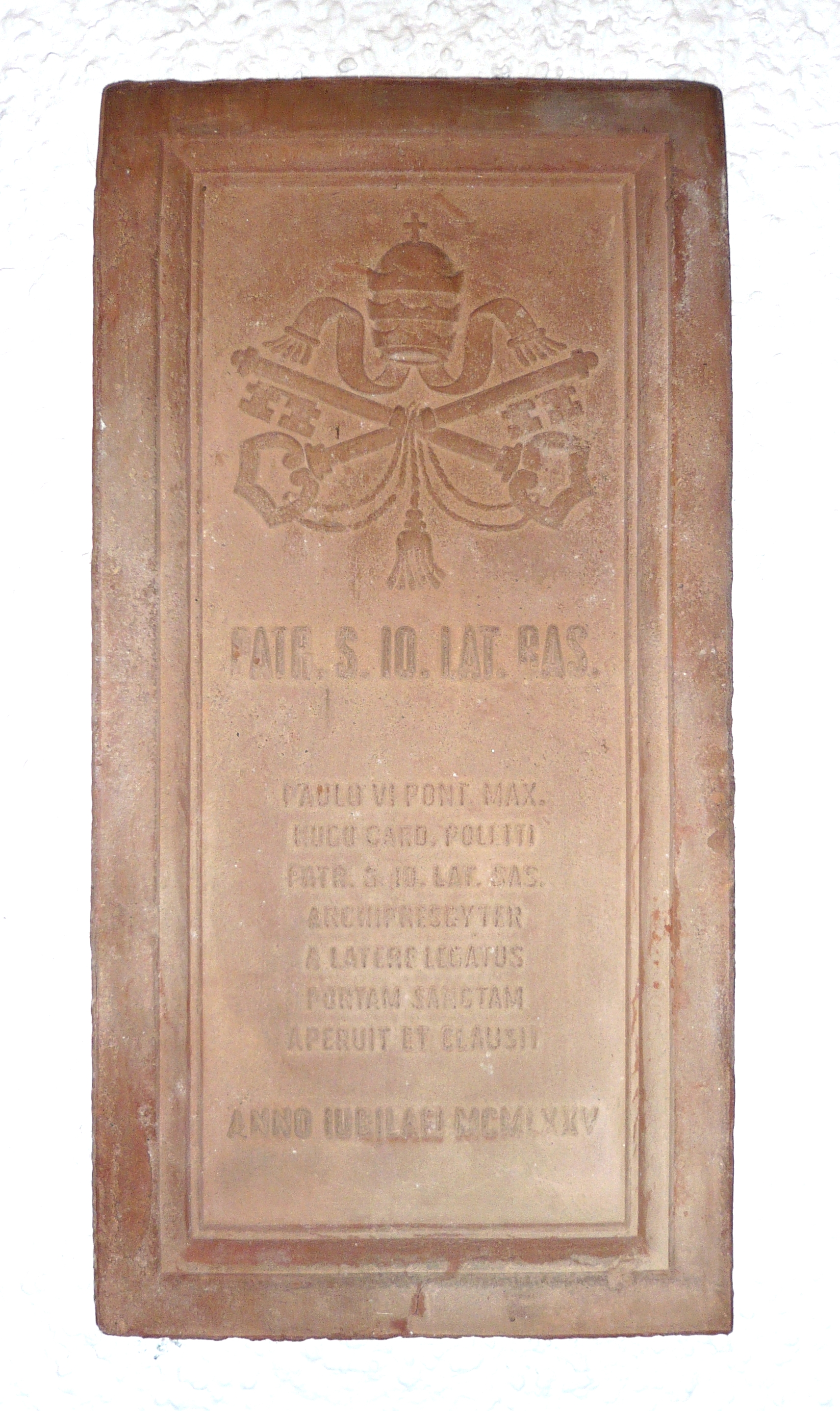
Stein von der Heiligen Pforte

In die Wand ist ein historischer Stein eingelassen, der aus der Heiligen Pforte des Petersdoms in Rom stammt. Es ist einer der Mauersteine, mit denen die Pforte vor einem Heiligen Jahr 25 Kalenderjahre lang zugemauert war. Bischof Meisner hatte ihn von einer Romreise mitgebracht. Ursprünglich sollte der Stein bei der Grundsteinlegung der Kirche eingemauert werden, was jedoch nicht verwirklicht wurde.
Das Hauptschiff hat eine mehrfeldrige Holzbalkendecke und ist ein lichtdurchflutetes Bauteil mit dem Zentrum des Altarbereiches. Bei der Kirchweihe zierte ein großer Wandteppich mit einer symbolischen Darstellung der zwölf Apostel die Altarrückwand. Seit dem Osterfest des Jahres 2000 hängt an dessen Stelle ein 1930 vom Bildhauer Hans Perathoner angefertigter vier Meter hoher Korpus Christi vor einer glattweißen Wand. Die aus einem Eichenstamm grob herausgearbeitete und unlackierte Skulptur ist eine Leihgabe. Sie wurde von dem Künstler für die  Kirche St. Martin in Berlin-Kaulsdorf hergestellt, jedoch bald in ein Depot verbracht, da die Figur nicht den üblichen Kirchenvorstellungen entsprach. Die sehr leidend und realistisch wirkende Darstellung erhielt schlechte zeitgenössische Kritiken wie, sie zeige einen „in Agonie erstarrten Christus“, es sei eine „Missgestalt“ und sie sei „zu darwinistisch“. Zwischen 1964 und dem Jahr 1986 befand sich der Corpus Christi in der evangelischen Hoffnungskirche in Berlin-Pankow.
Seitlich des Altars ist ein Tabernakel in eine Säule integriert, an der sich auch ein kleiner siebenarmiger Leuchter aus Edelstahl befindet. Links und rechts neben der Eingangstür vervollständigen ein Opferstock, eine kleine Statue des heiligen Antonius, Schutzpatron der Armen, sowie ein Reliefbildnis des Don Bosco die Innenausstattung.
Die Gestaltung des Kirchenraums verantwortete der Künstler Friedrich Press aus Dresden.

## Orgel
Auf der Empore über dem Eingangsbereich befindet sich eine Orgel, die 1969 von der Orgelbauwerkstatt Walcker aus Ludwigsburg für die evangelische Kirche in Maintal-Bischofsheim gebaut wurde. Die katholische Gemeinde Von der Verklärung des Herrn erwarb dieses Instrument 1999 und ließ es von Johannes Kircher aus Heidelberg erweitern und hier einbauen. Die Orgel verfügte ursprünglich über 18 Register auf zwei Manualen und Pedal. Dieses Kirchenmusikinstrument gestattet die musikalische Begleitung kirchlicher Veranstaltungen und Feste sowie von Kirchenkonzerten.

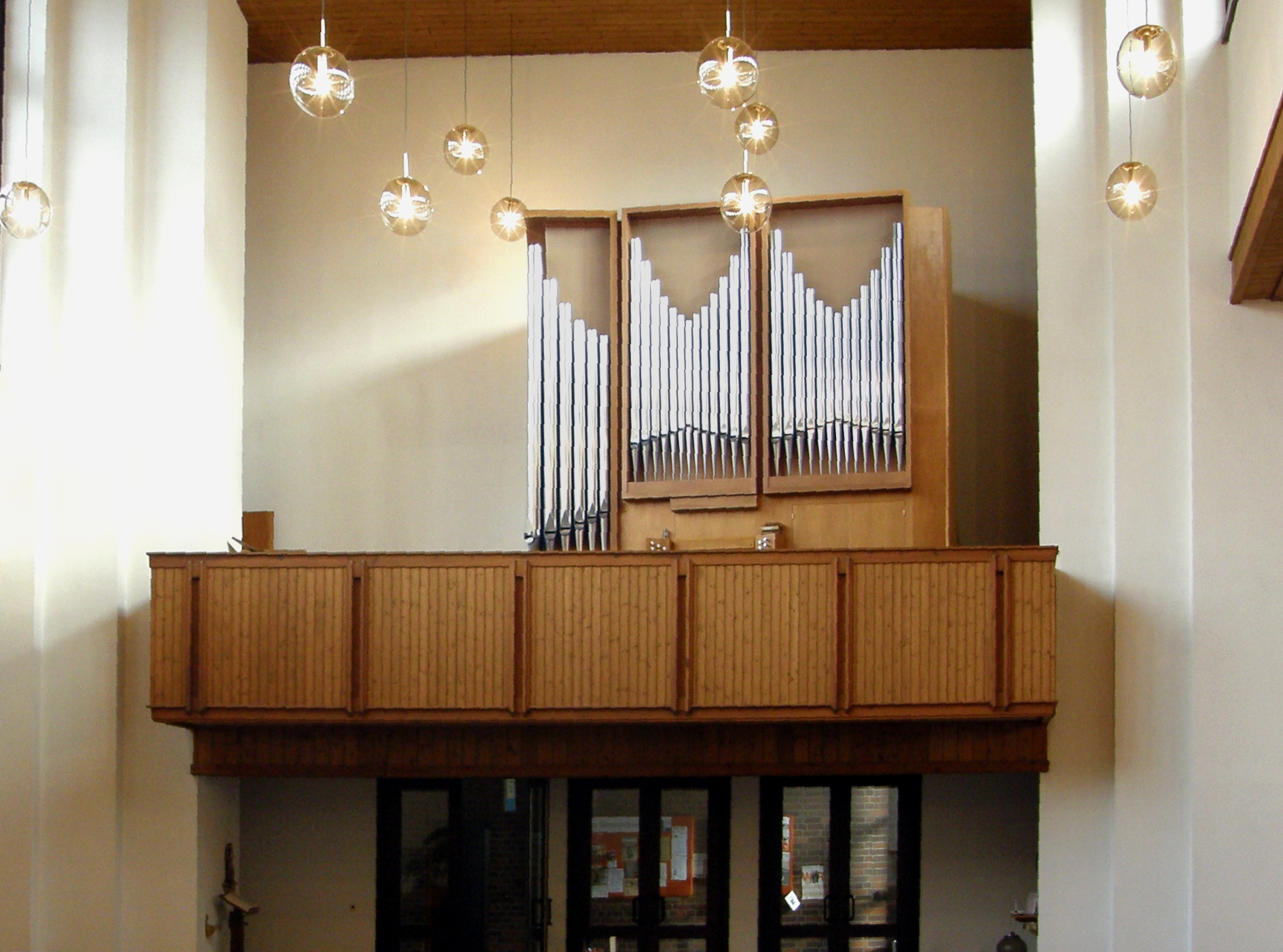
Orgel in der Kirche Von der Verklärung des Herrn

Original-Disposition von Walcker 1969:
| I. Hauptwerk |               |       |
| 1.           | Prinzipal     | 8′    |
| 2.           | Metallgedeckt | 8′    |
| 3.           | Oktave        | 4′    |
| 4.           | Nasat         | 2/3′  |
| 5.           | Nachthorn     | 2′    |
| 6.           | Terz          | 13/5′ |
| 7.           | Mixtur IV     | 2′    |
|              | Tremulant     |       |

| II. Schwellwerk |              |      |
| 8.              | Rohrpommer   | 8′   |
| 9.              | Prinzipal    | 4′   |
| 10.             | Koppelflöte  | 4′   |
| 11.             | Prinzipal    | 2′   |
| 12.             | Gemsquinte   | 1/3′ |
| 13.             | Scharff IV-V | 1′   |
|                 | Tremulant    |      |

| Pedal |             |     |
| 14.   | Subbaß      | 16′ |
| 15.   | Oktavbaß    | 8′  |
| 16.   | Rohrgedackt | 8′  |
| 17.   | Gemshorn    | 4′  |
| 18.   | Schwiegel   | 2′  |

- Koppeln: I/P, II/P, II/I

Disposition nach der letzten Erweiterung durch Johannes Kircher auf 22 Register im Jahr 2016:
| I. Hauptwerk |             |     |
| 1.           | Bourdon     | 16′ |
| 2.           | Prinzipal   | 8′  |
| 3.           | Gedeckt     | 8′  |
| 4.           | Octave      | 4′  |
| 5.           | Superoktave | 2′  |
| 6.           | Mixtur IV   | 2′  |
| 7.           | Trompete    | 8′  |
|              | Tremulant   |     |

| II. Schwellwerk |                      |      |
| 8.              | Gamba                | 8′   |
| 9.              | Voix céleste (ab c°) | 8′   |
| 10.             | Bourdon              | 8′   |
| 11.             | Prinzipal            | 4′   |
| 12.             | Koppelflöte          | 4′   |
| 13.             | Sesquialter          | 2/3′ |
| 14.             | Nachthorn            | 2′   |
| 15.             | Quinte               | 1/3′ |
| 16.             | Mixtur IV-V          | 2′   |
| 17.             | Oboe                 | 8′   |
|                 | Tremulant            |      |

| Pedal |            |     |
| 18.   | Subbaß     | 16′ |
| 19.   | Octavbaß   | 8′  |
| 20.   | Gedacktbaß | 8′  |
| 21.   | Choralbaß  | 4′  |
| 22.   | Posaune    | 16′ |

- Koppeln: I/P, II/P, II/I, II/II Sub

## Glocken

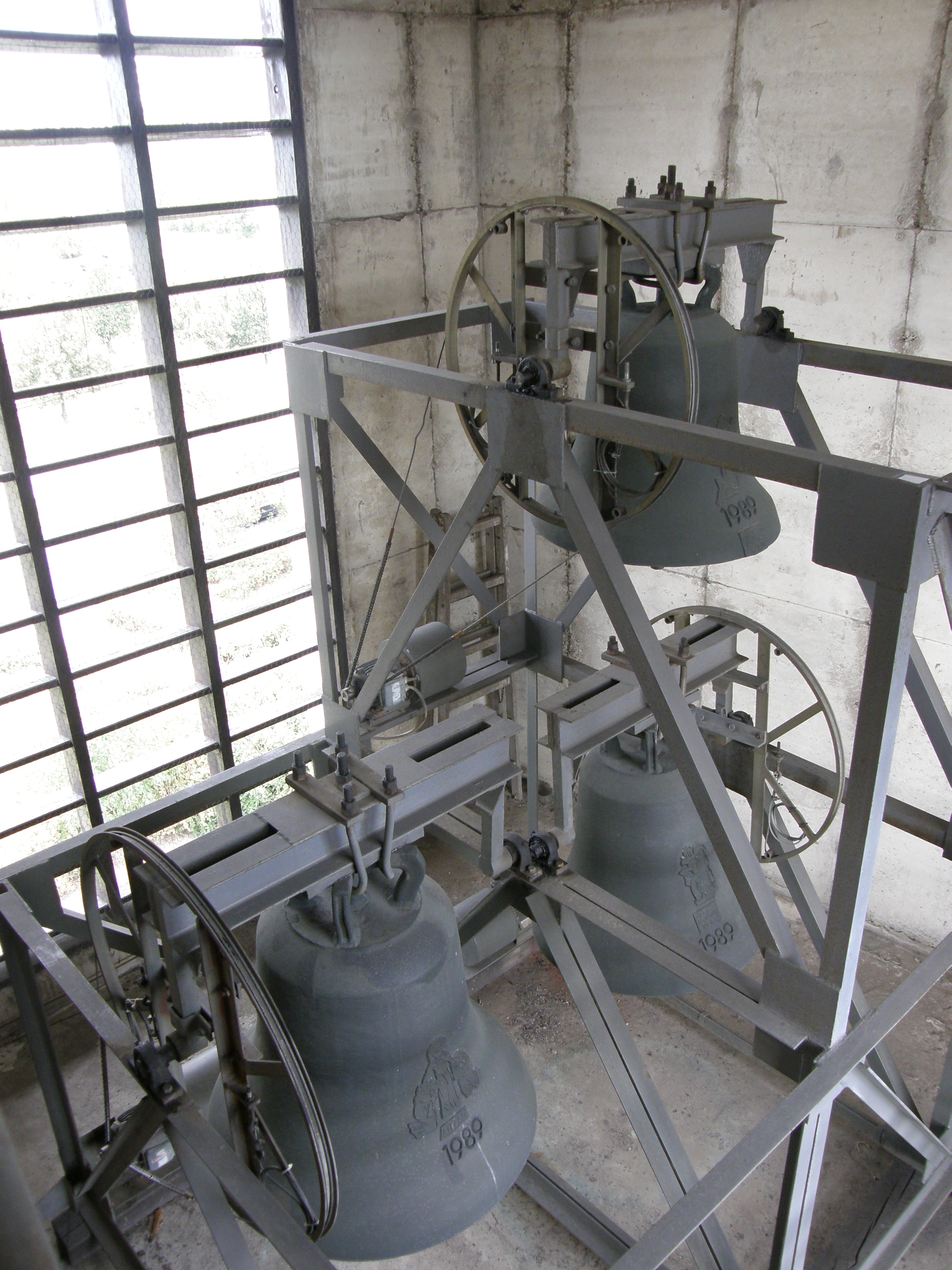
Glocken

Bei der Einweihung des Kirchengebäudes gab es noch kein Geläut. Die drei Bronze-Kirchenglocken wurden im Jahr 1989 von der Glockengießerei in Apolda gegossen. Sie sind mit drei verschiedenen Motiven (Zeichnungen und Textangabe) aus der Bibel gestaltet. Auf der großen Glocke ist der Name der Kirche aufgenommen und die Verklärung des Herrn dargestellt. Auf der mittleren Glocke ist der Prophet Elija abgebildet und die kleine Glocke zeigt das Bildnis von Mose.
| Nr. | Name              | Gewicht | Durchmesser | Schlagton | Funktion                 |
| --- | ----------------- | ------- | ----------- | --------- | ------------------------ |
| 1   | Verklärungsglocke | 480 kg  | 930 mm      | g′        | Sterbeglocke             |
| 2   | Elijaglocke       | 255 kg  | 760 mm      | b′        | Angelusglocke            |
| 3   | Mosesglocke       | 195 kg  | 695 mm      | c″        | Sonn- und Festtagsglocke |

## Gemeindeleben
Die katholische Gemeinde unterhält zusammen mit der evangelischen Gemeinde der Dorfkirche Marzahn einen ökumenischen Kirchenchor mit rund 50 Mitgliedern, der auf Einladung auch Konzerte in anderen Kirchengemeinden veranstaltet. Darüber hinaus gibt es in der Gemeinde einen Frauenkreis, einen Jugendtreff, eine Seniorengruppe, einen Lektorenkreis und sie ist aktives Mitglied im Kolpingwerk, dem katholischen Sozialverband.